# Zurzach
Zurzach ist eine Einwohnergemeinde im Schweizer Kanton Aargau. Die Gemeinde gehört zum Bezirk Zurzach, liegt am Hochrhein an der Grenze zu Deutschland. 
Sie entstand am 1. Januar 2022 durch die Vereinigung der acht Gemeinden Bad Zurzach, Baldingen, Böbikon, Kaiserstuhl, Rekingen, Rietheim, Rümikon und Wislikofen. Hauptort der Gemeinde ist Bad Zurzach, das bis 2006 offiziell ebenfalls Zurzach hiess. Das Fusionsprojekt trug den Namen «Rheintal+». Daran waren zunächst auch die Gemeinden Fisibach, Mellikon und Siglistorf beteiligt, die sich jedoch später zurückzogen (wobei Fisibach vorübergehend sogar einen Wechsel zum Kanton Zürich erwog).

## Vorgeschichte
Die Vorstufe zu einer möglichen Fusion bildete im Jahr 2000 die Gründung einer Verwaltungskooperation namens «Verwaltung2000». An dieser beteiligt waren zu Beginn die Gemeinden Baldingen, Böbikon, Mellikon, Rümikon und Wislikofen. 2009 schloss sich Rekingen dem Verband an, 2010 auch Kaiserstuhl. Die sieben weiterhin eigenständigen Einwohnergemeinden mit zusammen rund 2700 Einwohnern bezwecken damit die optimale Organisation und Erledigung ihrer Verwaltungsarbeit. Dabei ist die Verwaltung auf zwei Standorte konzentriert: Böbikon (Finanzen, Steuern, Sozialversicherungen) und Rekingen (Gemeindebüro, Einwohnerdienste, Gemeindeschreiber). Geführt wird die «Verwaltung2000» von einem Vorstand, dem die sieben Gemeindeammänner angehören. Diesem unterstellt ist eine dreiköpfige Geschäftsleitung.
Anfang 2014 trafen sich die sieben Gemeindeammänner, um über eine Vertiefung der Zusammenarbeit des Verbandes «Verwaltung2000» zu beraten. Sie kamen zum Schluss, dass eine Gemeindefusion anzustreben sei. Anfragen gingen auch an die Gemeinderäte von Bad Zurzach, Fisibach, Rietheim und Siglistorf, die auf positives Echo stiessen. Während Siglistorf sich bald wieder aus dem Projekt zurückzog, führten die übrigen zehn Gemeinden vertiefte Gespräche, ehe sie im Dezember 2015 erstmals die Öffentlichkeit über das Vorhaben in Kenntnis setzten. Es bildeten sich Arbeitsgruppen, die im Verlaufe des Jahres 2016 verschiedene Aspekte der Gemeindefusion untersuchten. Schliesslich wurde die Bevölkerung im Januar 2017 umfassend über das Fusionsprojekt «Rheintal+» informiert.

## Politischer Entscheidungsprozess
Bei ausserordentlichen Gemeindeversammlungen am 6. April 2017 genehmigten neun der zehn Gemeinden einen Kredit von insgesamt 450'000 Franken, um eine vertiefte Prüfung der Fusion zu finanzieren. Die Versammlung in Fisibach stimmte als einzige dagegen und nahm sogar einen Antrag an, der die Prüfung eines Wechsels zum Kanton Zürich verlangte. Hauptgrund dafür war, dass die Fisibacher Kinder und Jugendlichen seit 2016 in der zürcherischen Nachbargemeinde Weiach zur Schule gingen und es Befürchtungen gab, dass die Schüler nach einer Fusion im bedeutend entfernteren Rekingen unterrichtet werden müssten. Obwohl die Ausgangslage in Kaiserstuhl genau dieselbe war, resultierte dort eine deutliche Zustimmung. Zwei Monate später lehnte die Aargauer Kantonsregierung den Wunsch der Fisibacher nach einem Kantonswechsel kategorisch ab. Sie sicherte hingegen zu, dass der Schulbesuch in Weiach in Zukunft weiterhin möglich sei.
Nachdem in Kaiserstuhl ein Referendum gegen den Beschluss der Gemeindeversammlung zustande gekommen war, fand dort am 2. Juli eine Volksabstimmung statt; mit einem Ja-Anteil von 73,4 Prozent wurde der finanzielle Beitrag von 55'000 Schweizer Franken zum Prüfungskredit definitiv angenommen. Fisibach kam anlässlich einer ausserordentlichen Gemeindeversammlung am 6. September 2017 auf seinen früheren Entscheid zurück und stimmte seinem Anteil am Prüfungskredit ebenfalls zu, wenn auch sehr knapp mit nur vier Stimmen Unterschied. Im selben Monat begannen die von den Gemeinden einberufenen Facharbeitsgruppen mit der eingehenden Prüfung der Fusion. Anderthalb Jahre später lag am 21. Dezember 2018 der 80 Seiten umfassende Schlussbericht vor. Er empfahl, die neu zu bildende Gemeinde «Zurzach» zu nennen, die Verwaltung auf Bad Zurzach zu konzentrieren und auf die Einführung eines Einwohnerrats zu verzichten. Bad Zurzach und Rekingen sollen langfristig die einzigen Schulstandorte sein, wobei eine Kündigung der Zusammenarbeit mit Weiach frühestens 2026 möglich ist. Bestehende Ortsnamen, Postleitzahlen und Strassennamen bleiben unverändert. Damit die Fusion zustande kommt, mussten gemäss dem im April 2019 präsentierten Zusammenschlussvertrag mindestens Bad Zurzach und vier weitere Gemeinden zustimmen.
Am 23. Mai 2019 fanden erneut ausserordentliche Gemeindeversammlungen statt, um über den Zusammenschlussvertrag abzustimmen. Zuvor hatten ihn sieben Gemeinderäte zur Annahme empfohlen, während die Gemeinderäte von Fisibach, Mellikon und Rietheim eine ablehnende Haltung vertraten. Neun Gemeindeversammlungen stimmten dem Vertrag schliesslich zum Teil deutlich zu, womit die Einwohner Mellikons und Rietheims nicht der Empfehlung folgten. Die Versammlung in Fisibach wollte erneut nichts von einer Fusion wissen; die Ablehnung war so deutlich (mehr als ein Fünftel aller Stimmberechtigten), dass das Projekt dort nicht weiter verfolgt wurde. In den neun übrigen Gemeinden fanden am 8. September 2019 Volksabstimmungen statt, um den Zusammenschluss zu bestätigen. Das Ergebnis fiel in acht Gemeinden positiv aus, nur Mellikon lehnte knapp ab (mit sechs Stimmen Unterschied). Damit sollte die Fusion der acht Gemeinden am 1. Januar 2022 erfolgen, insofern der Grosse Rat des Kantons Aargau dieser zustimmt.

## Beteiligte Gemeinden
| Wappen      | Name der Gemeinde | Einwohner 31. Dez. 2018 | Fläche in km² |
| ----------- | ----------------- | ----------------------- | ------------- |
| Bad Zurzach | Bad Zurzach       | 4327                    | 6,52          |
| Baldingen   | Baldingen         | 265                     | 2,82          |
| Böbikon     | Böbikon           | 176                     | 2,60          |
| Kaiserstuhl | Kaiserstuhl       | 437                     | 0,32          |
| Rekingen    | Rekingen          | 944                     | 3,10          |
| Rietheim    | Rietheim          | 727                     | 3,94          |
| Rümikon     | Rümikon           | 337                     | 2,94          |
| Wislikofen  | Wislikofen        | 341                     | 3,75          |
| Total (8)   | Total (8)         | 7554                    | 25,99         |

| Wappen     | Name der Gemeinde | Einwohner 31. Dez. 2018 | Fläche in km² |
| ---------- | ----------------- | ----------------------- | ------------- |
| Fisibach   | Fisibach          | 510                     | 5,77          |
| Mellikon   | Mellikon          | 220                     | 2,70          |
| Siglistorf | Siglistorf        | 639                     | 5,51          |
| Total (3)  | Total (3)         | 1369                    | 13,98         |

## Bevölkerung
Die Einwohnerzahl der heutigen Gemeinde Zurzach sank zwischen 1850 und 1870 durch Landflucht in die Städte und Industriegebiete und die Auswanderung nach Übersee stark (1850–1870: −18,4 %). Bis auf zwei Jahrzehnte mit einem kleinen Bevölkerungsrückgang gab es seither immer ein starkes Wachstum. Zwischen 1900 und 1950 betrug es 55,9 %, zwischen 1950 und 2000 46,9 %, und seit 2000 nahm die Bevölkerungszahl um 738 Personen oder 10,7 % zu. In den Jahren seit der Gründung der modernen Schweiz in der Mitte des 19. Jahrhunderts betrug die Zunahme mehr als 128 % oder 4289 Personen. In den drei Gemeindeteilen Baldingen, Böbikon und Kaiserstuhl war die Einwohnerzahl im Jahr 2020 geringer als im Jahr 1850. In Rümikon und Wislikofen ist sie im gleichen Zeitraum mässig gestiegen (zwischen +21 und +31 %); in Rekingen, Rietheim und Bad Zurzach wuchs die Einwohnerzahl seit 1850 sehr stark (zwischen +65 und +362 %). 
Quellen: 1850–2000 Volkszählungsergebnisse, 2010 ESPOP, 2020 STATPOP; heutiges Gemeindegebiet

## Gemeinderat
Der Gemeinderat besteht aus sieben Mitgliedern. Diese sind für die Amtsperiode 2022 bis 2025:
- Gemeindeammann (Gemeindepräsident) Andi Meier (parteilos)
- Vizeammann (Vizegemeindepräsidentin) Franzisca Zölly (parteilos)
- Gemeinderätin Esther Käser (parteilos)
- Gemeinderat Peter Moser (Die Mitte)
- Gemeinderat Heiri Rohner (Die Mitte)
- Gemeinderat Rolf Stettler (parteilos)
- Gemeinderat Cyrill Tait (parteilos)

## Wirtschaft
In der Gemeinde gab es im Jahr 2020 insgesamt 529 Arbeitsstätten mit 3955 Beschäftigten. 306 Arbeitsstätten (oder 57,84 %) mit 2920 Beschäftigten (oder 73,83 %) entfielen auf Bad Zurzach. In den kleineren Gemeindeteilen gibt es zahlreiche Personen, die ausserhalb arbeiteten. Von den Beschäftigten arbeiteten 3237 Menschen im Tertiären Sektor (Dienstleistungen). Nur im (beschäftigungsmässig) eher unbedeutenden Primären Sektor (Landwirtschaft, Forstwirtschaft und Fischerei) stellten die kleineren Gemeindeteile den Grossteil der Beschäftigten.

## Verkehr
Der Gemeindeteil Bad Zurzach verfügt per Bahn (Richtung Waldshut, Baden, Bülach und Winterthur) und Bus (Richtung Baden und Brugg) über gute Öffentliche Verkehrsverbindungen und tagsüber über einen Ortsbus (Zurzibus). Auch die Gemeindeteile Kaiserstuhl, Rekingen, Rietheim und Rümikon haben einen Bahnanschluss. Die Gemeindeteile Baldingen, Böbikon, Rekingen und Wislikofen sind per Bus erschlossen.
Die Gemeindeteile Bad Zurzach, Kaiserstuhl, Rekingen, Rietheim und Rümikon liegen an der Hauptstrasse 7; die Gemeindeteile Baldingen, Böbikon und Wislikofen sind über Strassen nur wenige hundert Meter südlich der Hauptstrasse 7 gut erreichbar.

## Persönlichkeiten
- Maria Caecilia Attenhofer (1675 (?)–1753), Äbtissin des Klosters in der Au